# 奉天海关大楼旧址
奉天海关大楼，为清政府奉天海关的办公场所，其旧址位于辽宁省沈阳市沈河区二纬路31-1号。目前，奉天海关大楼旧址被列为沈阳市文物保护单位进行保护。

## 历史沿革
1903年前后，清政府与美国、日本相继签订《通商行船续订条约》、《会谈东三省事宜正约》和《附约》，其中规定清政府将于奉天开埠。1906年，英籍税务司欧礼斐赴奉天处理开埠事宜。1907年2月，清政府正式设立奉天海关，欧礼斐任首任税务司。1910年10月，奉天海关在商埠地二纬路南建成红砖建筑群作为税务司办公楼和官舍使用。目前，官舍已拆除，海关办公大楼旧址保存至今。
2013年，奉天海关大楼旧址被列为第四批沈阳市文物保护单位。 目前，大楼产权属于辽宁省军区政治部，用途为随军家属住宅。2020年，沈阳市曾以文物保护的角度与辽宁省军区协商大楼产权置换的可能性，但辽宁省军区未予同意。